# Kelaisi Barat
Kelaisi Barat is een bestuurslaag in het regentschap Alor van de provincie Oost-Nusa Tenggara, Indonesië. Kelaisi Barat telt 676 inwoners (volkstelling 2010).